# Jimmy Koppen
Jimmy Koppen (Bilzen, 1977) is een Vlaams historicus en politicus voor Open Vld. Sinds 2015 is hij raadgever Onderwijs voor diezelfde partij.

## Levensloop[1][2]

### Opleiding
Zijn middelbare studies volgde hij aan het Sint-Lambertuscollege van Bilzen. In 1995 begon hij zijn studies aan de Vrije Universiteit Brussel waar hij in 1999 afstudeerde met grootste onderscheiding in de geschiedenis.

### Academische loopbaan
Na zijn studies werd Koppen een tijdlang projectmedewerker en assistent aan de Vrije Universiteit Brussel en lector aan de lerarenopleiding van Erasmushogeschool. Hij doceerde in 2010-2010 internationale diplomatieke geschiedenis aan Vesalius College (VeCo) en was enige tijd verbonden aan het Archief en Museum voor het Vlaams Leven te Brussel en het Centrum voor Academische en Vrijzinnige Archieven. Tussen 2008 en 2010 werkte hij mee aan samenwerkingen tussen de VUB en het KADOC. In 2010-2011 was hij lector aan de Erasmushogeschool Brussel.
Tijdens deze periode groeide hij uit tot een van de belangrijkste auteurs op vlak van de vrijmetselarij, vrijzinnig-humanisme en politieke geschiedenis van België. Met betrekking tot deze thema’s behaalde Koppen eveneens zijn doctoraat aan de Vrije Universiteit Brussel aan de hand van een proefschrift over de onderwijs en zorg in de 19e eeuw.

### Politieke loopbaan
Sinds 2015 is hij verbonden als raadgever onderwijs aan het Studiecentrum Albert Maertens, de Studiedienst van Open Vld. Hier volgt hij actuele politieke dossiers over onderwijs op in het Vlaams Parlement.
In 2018 nam Koppen voor het eerst deel aan verkiezingen. Hij haalde 261 voorkeurstemmen bij de gemeenteraadsverkiezingen in Affligem en 401 stemmen tijdens de samenvallende provincieraadsverkiezingen in Vlaams-Brabant.
Koppen is eveneens politiek secretaris van Open Vld Affligem, voorzitter van de Schoolraad van GO! BS Affligem, vrijwillig wetenschappelijk medewerker aan de Vrije Universiteit Brussel en lid van humanistische denktank Kwintessens. Hij zetelt namens Open Vld als plaatsvervangend lid in de Raad van Bestuur van de UGent.

## Publicaties
- Passer en davidster. De strijd van de Duitse bezetter en de collaboratie tegen de vermeende samenzwering van vrijmetselaars en joden (2000)
- Brussels Thema’s 9. Taalfaciliteiten in de Rand (samen met Bart Distelmans en Rudi Janssens) (2002)
- Ruimte en spel in en rond de Koninklijke Vlaamse Schouwburg. (samen met Patricia Quintens en Mariet Calsius) (2007)
- Vrijmetselarij voor Dummies (samen met Christopher Hodapp en Philippe Benhamou) (2008)
- Vrijmetselarij. De essentie. (2009)
- Belgische Politiek voor Dummies. (2011)
- De paradox van vrijmetselarij. Heden en toekomst van de loge in België. (2014)
- bijdragen in Rita Hebbelinck en Nic Van Craen, eds. Bouwen aan de Vrije Universiteit Brussel.(2015)
- ‘Secularisme, vrijzinnig humanisme en vrij onderwijs van de 20e eeuw tot vandaag.’ In: Jan De Maeyer en Paul Wynants, eds. Katholiek Onderwijs in België. Identiteiten in evolutie 19e-21e eeuw. (2016)
- Karel Poma, een biografisch essay (2017)
- Op zoek… De Evolutie van het vrijzinnig humanisme in Vlaanderen sinds de Tweede Wereldoorlog (samen met Gily Coene en Frank Scheelings) (2017)
- De School van het Vrije Denken. Een humanistische visie op het Vlaams onderwijs (2019)

- Bibliothèque nationale de France: cb15082087w (data)
- International Standard Name Identifier: 0000 0000 3768 8903
- Library of Congress Control Number: n2001037408
- Nederlandse Thesaurus van Auteursnamen: 229744648
- Système universitaire de documentation: 163710430
- Virtual International Authority File: 19971489
- WorldCat: E39PBJvXmtgfGwDpGXGvJk6tKd